# Here I Am Tour
Here I Am Tour è  il tour musicale a supporto dell'album colonna sonora Spirit - Cavallo selvaggio, pubblicato nel giugno 2002, dal cantante rock canadese Bryan Adams.
Nel gennaio del 2002 dagli Stati Uniti d'America prende il via il Here I Am Tour, come nel precedente la band è composta da tre elementi; dal concerto di Bocholt in Germania nel luglio 2002 viene introdotto un nuovo tastierista Gary Breit.
Nel corso del Tour vengono svolti concerti in diverse nazioni fra le quali: Finlandia, Estonia, Regno Unito, Sudafrica, Australia, Canada, per concludersi a Pittsburgh negli U.S.A. nell'agosto del 2004.
In Italia si tengono due concerti nel 2004 a Bolzano e Milano.

## Here I Am Tour2002- (date)
| Numero | Data     | Luogo                                                             | Bandiera               | Nazione               |
| ------ | -------- | ----------------------------------------------------------------- | ---------------------- | --------------------- |
| 1      | 04/01/02 | Jannus Landing, Saint Petersburg, FL                              | Stati Uniti (bandiera) | Stati Uniti d'America |
| 2      | 05/01/02 | Gulfstream Park Festival, Hallandale Beach, FL                    | Stati Uniti (bandiera) | Stati Uniti d'America |
| 3      | 06/01/02 | Hard Rock Live, Orlando, FL                                       | Stati Uniti (bandiera) | Stati Uniti d'America |
| 4      | 10/01/02 | 4th & B, San Diego, CA                                            | Stati Uniti (bandiera) | Stati Uniti d'America |
| 5      | 11/01/02 | Fox Theater, Bakersfield, CA                                      | Stati Uniti (bandiera) | Stati Uniti d'America |
| 6      | 12/01/02 | Universal Amphitheatre, CityWalk, Universal City, Los Angeles, CA | Stati Uniti (bandiera) | Stati Uniti d'America |
| 7      | 13/01/02 | The Fillmore, San Francisco, CA                                   | Stati Uniti (bandiera) | Stati Uniti d'America |
| 8      | 07/02/02 | Valby Hallen, Copenaghen                                          | Danimarca (bandiera)   | Danimarca             |
| 9      | 08/02/02 | Hovet, Stoccolma                                                  | Svezia (bandiera)      | Svezia                |
| 10     | 09/02/02 | Scandinavium, Göteborg                                            | Svezia (bandiera)      | Svezia                |
| 11     | 11/02/02 | Hartwall Arena, Helsinki                                          | Finlandia (bandiera)   | Finlandia             |
| 12     | 12/02/02 | Elysee, Turku                                                     | Finlandia (bandiera)   | Finlandia             |
| 13     | 13/02/02 | Saku, Tallinn                                                     | Estonia (bandiera)     | Estonia               |
| 14     | 02/03/02 | M.E.N. Arena, Manchester                                          | -                      | Regno Unito           |
| 15     | 03/03/02 | Birmingham NEC, Birmingham                                        | -                      | Regno Unito           |
| 16     | 04/03/02 | Telewest Arena, Newcastle upon Tyne                               | -                      | Regno Unito           |
| 17     | 05/03/02 | Las Vegas, Nevada                                                 | Stati Uniti (bandiera) | Stati Uniti d'America |
| 18     | 06/03/02 | Las Vegas, Nevada                                                 | Stati Uniti (bandiera) | Stati Uniti d'America |
| 19     | 07/03/02 | Cardiff International Arena, Cardiff                              | -                      | Regno Unito           |
| 20     | 08/03/02 | Brighton Centre, Brighton                                         | -                      | Regno Unito           |
| 21     | 10/03/02 | Wembley Arena, Londra                                             | -                      | Regno Unito           |
| 22     | 11/03/02 | Sheffield Arena, Sheffield                                        | -                      | Regno Unito           |
| 23     | 12/03/02 | Glasgow SE & CC, Glasgow                                          | -                      | Regno Unito           |
| 24     | 24/05/02 | Today Show, Rockerfella Plaza, New York, NY                       | Stati Uniti (bandiera) | Stati Uniti d'America |
| 25     | 05/06/02 | WalMart Show, Fayetteville, AR                                    | Stati Uniti (bandiera) | Stati Uniti d'America |
| 26     | 28/06/02 | MTV Campus Invasion, Potsdam                                      | Germania (bandiera)    | Germania              |
| 27     | 07/07/02 | Party In The Park, Hyde Park, Londra                              | -                      | Regno Unito           |
| 28     | 12/07/02 | Stadion Am Hunting, Bocholt                                       | Germania (bandiera)    | Germania              |
| 29     | 13/07/02 | Universitätspark, Schwäbisch Gmünd                                | Germania (bandiera)    | Germania              |
| 30     | 14/07/02 | Werchter Festival, Werchter                                       | Belgio (bandiera)      | Belgio                |
| 31     | 19/07/02 | Millennium Square, Leeds                                          | -                      | Regno Unito           |
| 29     | 20/07/02 | Hyde Park, Londra                                                 | -                      | Regno Unito           |
| 30     | 21/07/02 | Cardiff Castle, Cardiff                                           | -                      | Regno Unito           |
| 31     | 24/07/02 | Marlay Park, Dublino                                              | Irlanda (bandiera)     | Irlanda               |
| 32     | 26/07/02 | Blickling Hall, Norfolk                                           | -                      | Regno Unito           |
| 33     | 27/07/02 | Big Top Arena, Kings Dock, Liverpool                              | -                      | Regno Unito           |
| 34     | 28/07/02 | Castello di Warwick, Warwick                                      | -                      | Regno Unito           |
| 35     | 10/10/02 | Cancer Benefit Concert, GM Place, Vancouver                       | Canada (bandiera)      | Canada                |
| 36     | 10/11/02 | Gorilla Fund Show, Royal Opera House, Londra                      | -                      | Regno Unito           |
| 37     | 11/11/02 | Konig-Pilsener Arena, Oberhausen                                  | Germania (bandiera)    | Germania              |
| 38     | 12/11/02 | Hanns-Martin-Schleyer-Halle, Stoccarda                            | Germania (bandiera)    | Germania              |
| 39     | 13/11/02 | Festhalle, Francoforte sul Meno                                   | Germania (bandiera)    | Germania              |
| 41     | 14/11/02 | Olympiapark, Monaco di Baviera                                    | Germania (bandiera)    | Germania              |
| 42     | 15/11/02 | Messehalle, Erfurt                                                | Germania (bandiera)    | Germania              |
| 43     | 16/11/02 | Berlin Arena, Berlino                                             | Germania (bandiera)    | Germania              |
| 44     | 18/11/02 | Hallenstadion, Zurigo                                             | Svizzera (bandiera)    | Svizzera              |
| 45     | 19/11/02 | Geneva Arena, Ginevra                                             | Svizzera (bandiera)    | Svizzera              |
| 46     | 20/11/02 | Nuremberg Arena, Norimberga                                       | Germania (bandiera)    | Germania              |
| 47     | 21/11/02 | Saarlandhalle, Saarbrücken                                        | Germania (bandiera)    | Germania              |
| 48     | 05/12/02 | Robert Guertin Arena, Hull                                        | Canada (bandiera)      | Canada                |
| 49     | 06/12/02 | Bell Center, Montréal                                             | Canada (bandiera)      | Canada                |
| 50     | 07/12/02 | Colisee Pepsi, Québec                                             | Canada (bandiera)      | Canada                |
| 51     | 08/12/02 | Colisee Des Bois, Victoriaville                                   | Canada (bandiera)      | Canada                |
| 52     | 09/12/02 | Centre George Vezina, Chicoutimi                                  | Canada (bandiera)      | Canada                |
| 53     | 31/12/02 | Northgate Dome, Johannesburg                                      | Sudafrica (bandiera)   | Sudafrica             |

### Here I Am Tour2003- (date)
| Numero | Data     | Luogo                                         | Bandiera                 | Nazione               |
| ------ | -------- | --------------------------------------------- | ------------------------ | --------------------- |
| 54     | 02/01/03 | Kirstenbosch Gardens, Città del Capo          | Sudafrica (bandiera)     | Sudafrica             |
| 55     | 03/01/03 | Kirstenbosch Gardens, Città del Capo          | Sudafrica (bandiera)     | Sudafrica             |
| 56     | 04/01/03 | Kirstenbosch Gardens, Città del Capo          | Sudafrica (bandiera)     | Sudafrica             |
| 57     | 25/01/03 | Westpac Trust Centre, Christchurch            | Nuova Zelanda (bandiera) | Nuova Zelanda         |
| 58     | 26/01/03 | North Harbour Stadium, Auckland               | Nuova Zelanda (bandiera) | Nuova Zelanda         |
| 59     | 28/01/03 | Entertainment Center, Sydney                  | Australia (bandiera)     | Australia             |
| 60     | 29/01/03 | Entertainment Center, Sydney                  | Australia (bandiera)     | Australia             |
| 61     | 30/01/03 | Entertainment Center, Sydney                  | Australia (bandiera)     | Australia             |
| 62     | 01/02/03 | Rod Laver Arena, Melbourne                    | Australia (bandiera)     | Australia             |
| 63     | 02/02/03 | Entertainment Center, Adelaide                | Australia (bandiera)     | Australia             |
| 64     | 04/02/03 | Burswood Dome, Perth                          | Australia (bandiera)     | Australia             |
| 65     | 21/02/03 | Palau Sant Jordi, Barcellona                  | Spagna (bandiera)        | Spagna                |
| 66     | 22/02/03 | Plaza De Toros, Alicante                      | Spagna (bandiera)        | Spagna                |
| 67     | 23/02/03 | Plaza De Toros La Cubierta, Madrid            | Spagna (bandiera)        | Spagna                |
| 68     | 24/02/03 | Coliseu, Porto                                | Portogallo (bandiera)    | Portogallo            |
| 69     | 25/02/03 | Atlantic Pavilion, Lisbona                    | Portogallo (bandiera)    | Portogallo            |
| 70     | 08/03/03 | Donauarena, Ratisbona                         | Germania (bandiera)      | Germania              |
| 71     | 09/03/03 | Europahalle, Karlsruhe                        | Germania (bandiera)      | Germania              |
| 72     | 10/03/03 | Cologne Arena, Colonia                        | Germania (bandiera)      | Germania              |
| 73     | 11/03/03 | Lokhalle, Gottinga                            | Germania (bandiera)      | Germania              |
| 74     | 13/03/03 | Sportpaleis, Anversa                          | Belgio (bandiera)        | Belgio                |
| 75     | 14/03/03 | Colorline Arena, Amburgo                      | Germania (bandiera)      | Germania              |
| 76     | 15/03/03 | Preussag Arena, Hannover                      | Germania (bandiera)      | Germania              |
| 77     | 16/03/03 | Seidenstickerhalle, Bielefeld                 | Germania (bandiera)      | Germania              |
| 78     | 17/03/03 | The Ahoy, Rotterdam                           | Paesi Bassi (bandiera)   | Paesi Bassi           |
| 79     | 19/03/03 | Voyage Store, Londra                          | -                        | Regno Unito           |
| 80     | 17/04/03 | Stadhalle, Vienna                             | Austria (bandiera)       | Austria               |
| 81     | 18/04/03 | T-Mobile Arena, Praga                         | Rep. Ceca (bandiera)     | Repubblica Ceca       |
| 82     | 19/04/03 | Sports Palace, Bratislava                     | Slovacchia (bandiera)    | Slovacchia            |
| 83     | 21/04/03 | Eishalle, Graz                                | Austria (bandiera)       | Austria               |
| 84     | 22/04/03 | Tivoli, Lubiana                               | Slovenia (bandiera)      | Slovenia              |
| 85     | 23/04/03 | Budapest Arena, Budapest                      | Ungheria (bandiera)      | Ungheria              |
| 86     | 24/04/03 | Sportzhalle, Linz                             | Austria (bandiera)       | Austria               |
| 87     | 08/05/03 | Messhalle, Friedrichshafen                    | Germania (bandiera)      | Germania              |
| 88     | 09/05/03 | Westfalenhalle, Dortmund                      | Germania (bandiera)      | Germania              |
| 89     | 10/05/03 | Sportpaleis, Anversa                          | Belgio (bandiera)        | Belgio                |
| 90     | 12/05/03 | Messhalle, Chemnitz                           | Germania (bandiera)      | Germania              |
| 91     | 13/05/03 | Bordelandhalle, Magdeburgo                    | Germania (bandiera)      | Germania              |
| 92     | 14/05/03 | Stadthalle, Brema                             | Germania (bandiera)      | Germania              |
| 93     | 17/05/03 | Ashton Gate Stadium, Bristol                  | -                        | Regno Unito           |
| 94     | 12/06/03 | Beach Party, Skive                            | Danimarca (bandiera)     | Danimarca             |
| 95     | 14/06/03 | Vodaphone Ball, Earls Court, Londra           | -                        | Regno Unito           |
| 96     | 15/06/03 | Seaclose Park, Newport, Isola di Wight        | -                        | Regno Unito           |
| 97     | 18/06/03 | Atlantic Pavilion, Lisbona                    | Portogallo (bandiera)    | Portogallo            |
| 98     | 20/06/03 | Coliseu, Porto                                | Portogallo (bandiera)    | Portogallo            |
| 99     | 21/06/03 | Muliusos, Guimarães                           | Portogallo (bandiera)    | Portogallo            |
| 100    | 12/07/03 | Shania Twain Concert, Hyde Park, Londra       | -                        | Regno Unito           |
| 101    | 15/08/03 | World Nature Festival, Monaco di Baviera      | Germania (bandiera)      | Germania              |
| 102    | 28/08/03 | Oakland University DTE Music Theatre, Detroit | Stati Uniti (bandiera)   | Stati Uniti d'America |
| 103    | 30/08/03 | Molson Ampitheatre, Toronto                   | Canada (bandiera)        | Canada                |
| 104    | 06/11/03 | Skyreach Place, Kelowna, BC                   | Canada (bandiera)        | Canada                |
| 105    | 07/11/03 | General Motors Place, Vancouver, BC           | Canada (bandiera)        | Canada                |
| 106    | 09/11/03 | Sport Mart Place, Kamloops, BC                | Canada (bandiera)        | Canada                |
| 107    | 10/11/03 | Multiplex, Prince George, BC                  | Canada (bandiera)        | Canada                |
| 108    | 11/11/03 | Canada Games Arena, Grande Prairie, AB        | Canada (bandiera)        | Canada                |
| 109    | 12/11/03 | Pengrowth Saddledome, Calgary, AB             | Canada (bandiera)        | Canada                |
| 110    | 13/11/03 | Skyreach Centre, Edmonton, AB                 | Canada (bandiera)        | Canada                |
| 111    | 14/11/03 | Enmax Centre, Lethbridge, AB                  | Canada (bandiera)        | Canada                |
| 112    | 16/11/03 | Grey Cup, Taylor Field, Regina, Saskatchewan  | Canada (bandiera)        | Canada                |
| 113    | 03/12/03 | 'Sugar And Spice', New York                   | Stati Uniti (bandiera)   | Stati Uniti d'America |
| 114    | 29/12/03 | Ruth Eckerd Hall, Clearwater, FL              | Stati Uniti (bandiera)   | Stati Uniti d'America |
| 115    | 30/12/03 | Barbara B Mann Hall, Fort Myers, FL           | Stati Uniti (bandiera)   | Stati Uniti d'America |
| 116    | 31/12/03 | Mizner Park Amphitheatre, Boca Raton, FL      | Stati Uniti (bandiera)   | Stati Uniti d'America |

### Here I Am Tour2004- (date)
| Numero | Data     | Luogo                                                     | Bandiera                       | Nazione               |
| ------ | -------- | --------------------------------------------------------- | ------------------------------ | --------------------- |
| 117    | 02/01/04 | Beau Rivage Resort. Biloxi, MS                            | Stati Uniti (bandiera)         | Stati Uniti d'America |
| 118    | 03/01/04 | Horseshoe Casino, Robinsonville, MS                       | Stati Uniti (bandiera)         | Stati Uniti d'America |
| 119    | 04/01/04 | Family Arena, Saint Charles, MO                           | Stati Uniti (bandiera)         | Stati Uniti d'America |
| 120    | 05/01/04 | Vic Theatre, Chicago, IL                                  | Stati Uniti (bandiera)         | Stati Uniti d'America |
| 121    | 29/01/04 | John Labatt Center, London, Ontario                       | Canada (bandiera)              | Canada                |
| 122    | 07/02/04 | Jawaharlal Nehru Stadium, Nuova Delhi                     | India (bandiera)               | India                 |
| 123    | 08/02/04 | Palace Gardens, Bangalore                                 | India (bandiera)               | India                 |
| 124    | 09/02/04 | Colombo                                                   | Sri Lanka (bandiera)           | Sri Lanka             |
| 125    | 10/02/04 | CR & FC Grounds, Colombo                                  | Sri Lanka (bandiera)           | Sri Lanka             |
| 126    | 11/02/04 | International Convention Center, Dubai                    | Emirati Arabi Uniti (bandiera) | Emirati Arabi Uniti   |
| 127    | 12/02/04 | Al Alhia University Arena, Amman                          | Giordania (bandiera)           | Giordania             |
| 128    | 14/02/04 | Berlino                                                   | Germania (bandiera)            | Germania              |
| 129    | 21/02/04 | Stamford Bridge, Chelsea, Londra                          | -                              | Regno Unito           |
| 130    | 07/03/04 | Eugine Melnick's Party                                    | Barbados (bandiera)            | Barbados              |
| 131    | 08/03/04 | Landmark Theatre, Syracuse, New York                      | Stati Uniti (bandiera)         | Stati Uniti d'America |
| 132    | 09/03/04 | Auditorium Theatre, Rochester, New York                   | Stati Uniti (bandiera)         | Stati Uniti d'America |
| 133    | 10/03/04 | Palace Theatre, Albany, NY                                | Stati Uniti (bandiera)         | Stati Uniti d'America |
| 134    | 12/03/04 | Taj Mahal, Atlantic City, NJ                              | Stati Uniti (bandiera)         | Stati Uniti d'America |
| 135    | 13/03/04 | Dunkin' Donuts Centre, Providence, RI                     | Stati Uniti (bandiera)         | Stati Uniti d'America |
| 136    | 27/03/04 | Help A London Child, Capital FM, Leicester Square, Londra | -                              | Regno Unito           |
| 137    | 03/04/04 | SnowpenAir, Kleine Scheidegg, Grindelwald                 | Svizzera (bandiera)            | Svizzera              |
| 138    | 04/04/04 | Hallenstadion, Zurigo                                     | Svizzera (bandiera)            | Svizzera              |
| 139    | 05/04/04 | Big Box, Kempten                                          | Germania (bandiera)            | Germania              |
| 140    | 06/04/04 | Eishalle, Bolzano                                         | Italia (bandiera)              | Italia                |
| 141    | 08/04/04 | Mazdapalace, Milano                                       | Italia (bandiera)              | Italia                |
| 142    | 09/04/04 | Arena D'Coque, Lussemburgo                                | Lussemburgo (bandiera)         | Lussemburgo           |
| 143    | 10/04/04 | Salzburgarena, Salisburgo                                 | Austria (bandiera)             | Austria               |
| 144    | 07/05/04 | John Thurman Field, Modesto, CA                           | Stati Uniti (bandiera)         | Stati Uniti d'America |
| 145    | 08/05/04 | Konocti Harbor Resort & Spa, Kelseyville, CA              | Stati Uniti (bandiera)         | Stati Uniti d'America |
| 146    | 09/05/04 | Rain In The Desert, The Palms, Las Vegas, NV              | Stati Uniti (bandiera)         | Stati Uniti d'America |
| 147    | 11/05/04 | Wiltern Theatre, Los Angeles, CA                          | Stati Uniti (bandiera)         | Stati Uniti d'America |
| 148    | 13/05/04 | Pechanga Resort & Casino, Temecula, CA                    | Stati Uniti (bandiera)         | Stati Uniti d'America |
| 149    | 14/05/04 | Viejas Casino, Alpine, San Diego, CA                      | Stati Uniti (bandiera)         | Stati Uniti d'America |
| 150    | 15/05/04 | Stargazer Pavillion, Cliff Castle Casino, Camp Verde, AZ  | Stati Uniti (bandiera)         | Stati Uniti d'America |
| 151    | 26/05/04 | Country Roots Music Club, Maidstone                       | -                              | Regno Unito           |
| 152    | 31/05/04 | Marienlyst, Drammenn                                      | Norvegia (bandiera)            | Norvegia              |
| 153    | 01/06/04 | Brann Stadium, Bergen                                     | Norvegia (bandiera)            | Norvegia              |
| 154    | 02/06/04 | Nye Vikinge Stadium, Stavanger                            | Norvegia (bandiera)            | Norvegia              |
| 155    | 03/06/04 | Sofiero Castle, Helsingborg                               | Svezia (bandiera)              | Svezia                |
| 156    | 04/06/04 | Molleparken, Aalborg                                      | Danimarca (bandiera)           | Danimarca             |
| 157    | 05/06/04 | Beach Party, Skive                                        | Danimarca (bandiera)           | Danimarca             |
| 158    | 20/06/04 | Stadtpark, Amburgo                                        | Germania (bandiera)            | Germania              |
| 159    | 21/06/04 | Parkbuhne, Hannover                                       | Germania (bandiera)            | Germania              |
| 160    | 22/06/04 | Hessentag, Heppenheim                                     | Germania (bandiera)            | Germania              |
| 161    | 23/06/04 | Museumplatz, Bonn                                         | Germania (bandiera)            | Germania              |
| 162    | 25/06/04 | Summerfest Festival, Fitzgerald Stadium, Killarney        | Irlanda (bandiera)             | Irlanda               |
| 163    | 26/06/04 | KC Stadium, Kingston upon Hull                            | -                              | Regno Unito           |
| 164    | 27/06/04 | Britannia Stadium, Stoke-on-Trent                         | -                              | Regno Unito           |
| 165    | 30/06/04 | Royal Albert Hall, Londra                                 | -                              | Regno Unito           |
| 166    | 13/07/04 | Festival Plaza, Ottawa, ON                                | Canada (bandiera)              | Canada                |
| 167    | 15/07/04 | Bayfest, Centennial Park, Sarnia, ON                      | Canada (bandiera)              | Canada                |
| 168    | 17/07/04 | Salmon Festival, Grand Falls-Windsor, NF                  | Canada (bandiera)              | Canada                |
| 169    | 19/07/04 | Metro Centre, Halifax, NS                                 | Canada (bandiera)              | Canada                |
| 170    | 20/07/04 | Center 200, Sydney, NS                                    | Canada (bandiera)              | Canada                |
| 171    | 21/07/04 | Coliseum, Moncton, NB                                     | Canada (bandiera)              | Canada                |
| 172    | 22/07/04 | Harbour Station, Saint John's, NB                         | Canada (bandiera)              | Canada                |
| 173    | 24/07/04 | Molson Amphitheatre, Toronto, ON                          | Canada (bandiera)              | Canada                |
| 174    | 06/08/04 | PNC Arts Center, Holmdel, NJ                              | Stati Uniti (bandiera)         | Stati Uniti d'America |
| 175    | 07/08/04 | Jones Beach Amphitheatre, Wantagh, NY                     | Stati Uniti (bandiera)         | Stati Uniti d'America |
| 176    | 08/08/04 | Fleet Center, Boston, MA                                  | Stati Uniti (bandiera)         | Stati Uniti d'America |
| 177    | 10/08/04 | Oakdale Theatre, Wallingford, CT                          | Stati Uniti (bandiera)         | Stati Uniti d'America |
| 178    | 11/08/04 | Casino Ballroom, Hampton Beach, NH                        | Stati Uniti (bandiera)         | Stati Uniti d'America |
| 179    | 12/08/04 | Montage Hall, Scranton, PA                                | Stati Uniti (bandiera)         | Stati Uniti d'America |
| 180    | 13/08/04 | Mann Center, Filadelfia, PA                               | Stati Uniti (bandiera)         | Stati Uniti d'America |
| 181    | 14/08/04 | Star Pavillion, Hershey, PA                               | Stati Uniti (bandiera)         | Stati Uniti d'America |
| 182    | 15/08/04 | Chevrolet Ampitheatre, Pittsburgh, PA                     | Stati Uniti (bandiera)         | Stati Uniti d'America |

## Band di supporto
- Bryan Adams - basso, cantante
- Keith Scott - chitarra solista
- Mickey Curry - batteria
- Gary Breit  - tastiere (dal luglio 2002)

## Lista delle canzoni
La setlist di Bryan Adams in concerto presso Ashton Gate Stadium, Bristol nel 2003 :
- Here I Am
- 18 til I Die
- Let's Make a Night to Remember
- Can't Stop This Thing We Started
- Back to You
- Summer of '69
- It's Only Love
- (Everything I Do) I Do It for You
- Cuts Like a Knife
- When You're Gone
- Please Forgive Me
- Heaven
- Somebody
- The Only Thing That Looks Good on Me Is You

Encore:
- C'mon Everybody

(Eddie Cochran cover)
- A Little Less Conversation

(Elvis Presley cover)
- Seven Nights to Rock

(Moon Mullican cover)
- Wild Thing

(The Wild Ones cover)
- She's Only Happy When She's Dancin'

Encore 2:
- Cloud #9
- Run to You
- The Best of Me
- Straight from the Heart

### Lista delle canzoni -Hyde Park, Londra
La setlist di Bryan Adams in concerto presso Hyde Park a Londra:
- Here I Am
- Back to You
- House Arrest
- Kids Wanna Rock
- 18 til I Die
- Can't Stop This Thing We Started
- Summer of '69
- It's Only Love
- Hearts on Fire
- (Everything I Do) I Do It for You
- Cuts Like a Knife
- When You're Gone
- Into the Fire
- I'm Ready
- Heaven
- One Night Love Affair
- Somebody
- The Only Thing That Looks Good on Me Is You

Encore:
- A Little Less Conversation

(Elvis Presley cover)
- Seven Nights to Rock

(Moon Mullican cover)
- Poison Ivy

(The Coasters cover)
- She's Only Happy When She's Dancin'

Encore 2:
- Cloud #9
- Run to You
- The Best of Me